# Allnex
Allnex (Eigenschreibweise: allnex) ist ein Produzent von industriellen Beschichtungsharzen und Additiven für die Bereiche Architektur, Industrie, Protective, Automobil sowie von Spezialbeschichtungen und Druckfarben. Allnex liefert z. B. Flüssigharze und -additive, strahlenhärtende und Pulverharze und -additive sowie Vernetzer für die Verwendung auf Holz, Metall, Plastik und anderen Oberflächen.

## Geschichte
Allnex wurde 2013, als Advent International den Bereich der Beschichtungsharze von Cytec erworben hatte, gegründet. Mitte September 2016 wurden Allnex und Nuplex, zwei globale Hersteller von Harzen, zu einem Unternehmen zusammengelegt. Die konzernweite Steuerung der Allnex befindet sich in Frankfurt am Main.
Das Unternehmen ist mit 33 Produktionsstandorten, 23 Forschungs- und Technologie-Supportzentren und fünf Joint Ventures in Asien, Europa, Nord- und Südamerika sowie Ozeanien vertreten. Die 4000 Mitarbeiter des Konzerns betreuen Kunden in mehr als 100 Ländern.
Rechtlicher Eigentümer des operativen Bereichs der Allnex Gruppe war die Allnex Holdings S.à r.l., ein in Luxemburg ansässiges Unternehmen. Es wurde mit Wirkung ab 30. Dezember 2022 aufgelöst.
Im Juli 2021 wurde bekannt, dass das Unternehmen an die thailändische PTT Global Chemical verkauft wird.
Im März 2023 gab Allnex bekannt, sein Werk in Hamburg bis Juni 2024 schließen zu wollen. Als Grund wurde sinkende Nachfrage genannt, die Produkte sollen zukünftig an Unternehmensstandorten im Ausland produziert werden. Die 130 Mitarbeiter des Standorts und die Gewerkschaft IGBCE kämpfen gegen diesen Plan. Der Standort sei profitabel und schreibe schwarze Zahlen. Sie vermuten, dass Allnex vor allem das große Grundstück in Hamburg verkaufen möchte. Das Werk wurde im Juni 2024 geschlossen und am 1. Juli 2024 begannen die Abbruch- und Sanierungsarbeiten, um hier Wohnungen zu errichten.